# Микаса (броненосец)
Микаса (яп. 三笠) — японский броненосец, флагман японского императорского флота, в настоящее время корабль-музей. Назван в честь горы в префектуре Нара. Заказан в 1898 году, строился на верфи Виккерса в Великобритании. Спущен на воду в 1900, вступил в строй в 1902 году. «Микаса» — последний сохранившийся до наших дней додредноутный броненосец.

## Предыстория
Опыт боевого применения легкобронированных крейсеров типа «Мацусима» во время первой японо-китайской войны убедил командование японского флота в слабости военно-морской теории так называемой «молодой школы», и Япония приступила к реализации программы модернизации и расширения своего флота. Так, было объявлено о десятилетней программе строительства флота, ядром которой стали шесть линкоров и шесть броненосных крейсеров. Эти корабли были оплачены за счёт контрибуции в размере 30 миллионов лян, полученной от Китая по итогам первой японо-китайской войны.
Японии, как и ранее, при строительстве линкоров типа «Фудзи» и «Сикисима», недоставало технологических возможностей для строительства боевых кораблей такого класса, и четыре линкора были заказаны в Великобритании. «Микаса» стал последним из этих кораблей, и был заложен на верфи в городе Барроу-ин-Фернесс в 1898 году; стоимость его составила 880 тысяч фунтов стерлингов (8,8 млн. йен в тот момент). Хотя корабль и был схож с другими кораблями, построенными по программе, считается единственным представителем типа.

## Конструкция
По своим водоизмещению, вооружению и размерам он был близок к броненосцу «Асахи», имея очень схожий силуэт, но отличался от него системой бронирования. Сначала предполагалось, что главную броневую защиту на корабле составит полный пояс из гарвеированной никелевой стали, изготовленной фирмой Виккерс, но броня была поставлена крупповская, то есть ещё на 16-20 % прочнее. Как и британские броненосцы типа «Формидебл», он внешне походил на «Асахи». Из всей шестерки японских броненосцев «Микаса» обладал лучшими мореходными качествами. Имея мореходность на уровне стандартных британских броненосцев, «Микаса» заметно уступала высокобортному гибриду крейсера и броненосца русскому «Пересвету» и его систершипам.
Его наибольшая длина была 131,7 м, по ватерлинии — 126,5 м, между перпендикулярами — 122 м, наибольшая ширина — 23,23 м, осадка — 8,28 м. Запас угля: нормальный — 700 т, полный — 1521 т, которого хватало на 4600 миль 10-узловым или на 1900 миль 16-узловым ходом. Водоизмещение нормальное — 15 352 дл. т , полное — 15 979 дл. т. Экипаж составлял около 830 офицеров и матросов.

### Бронирование и противоминная защита
Полный броневой пояс из крупповской стали изготовления фирмы Виккерс, имеющий на протяжении 47,6 м в средней части судна толщину 229 мм и затем постепенно утоньшающийся к низу до 127 мм. К оконечностям он уменьшался до 178, потом до 127, и, наконец, до 102 мм.
Главный пояс опускался под ватерлинию на 1,6 м и верхней своей кромкой поднимался над ней на 0,76 м, соединяясь здесь с 152-мм броней цитадели, которая имела высоту в 2,3 м доходя до верхней палубы.
Барбеты орудий главного калибра имели броню толщиной 356 мм, которая уменьшалась до 152 мм на уровне нижней палубы. Барбеты были передвинуты ближе к миделю, из-за чего спардек стал короче, а расстояние между мачтами — меньше. Десять 152-мм орудий на главной палубе теперь располагались не в отдельных казематах, а в единой броневой батарее, бывшей третьим броневым поясом. Пушки отгораживались друг от друга и сзади 51-мм броней. Траверзы на уровне главного пояса были поперечными, выше они примыкали к барбетам под углом.
Толщина нижней палубы внутри цитадели составляла 51 мм (на скосах — 76 мм), карапасная палуба в оконечностях на горизонтальных участках составляла 76 мм. На верхний пояс опиралась вторая, 25-мм палуба.
Носовая боевая рубка защищалась 356 мм брони, а кормовая — только 102 мм.

### Энергетическая установка
Энергетическая установка корабля составила две вертикальных паровых машины тройного расширения, каждая из которых приводила в действие один гребной винт. Паром энергетическую установку снабжали 25 котлов Бельвилля. Индикаторная мощность энергоустановки составила 15 000 л. с. с использованием принудительной тяги и должна была обеспечить скорость 18 узлов, при этом на испытаниях была достигнута скорость 18,45 уз с индикаторной мощностью 16341 л. с.
Запас угля составлял 1521 (2000)тонн, дальность плавания 4600 (9000) морских миль на скорости 10 узлов.

### Вооружение

#### Главный калибр
Главный калибр состоял из четырёх 305-мм орудий, произведённых Elswick Ordnance Company, с длиной ствола 40 калибров, таких же, как и на всех предыдущих линкорах Японии. Орудия размещались в двухорудийных барбетах диаметром 10,7 м (на два фута меньше, чем у «Cикиcимы») до и после надстройки, и дополнительно оснащались бронекрышами, напоминая настоящие орудийные башни. Привод наведения осуществлялся тремя дублирующими системами — гидравлической, электрической и ручной. Боекомплект орудий составил 90 снарядов на ствол, предельный угол возвышения +13,5°. Они стреляли 386 кг снарядами с начальной скоростью в 732 м/с на 82 каб. Снаряды в орудийные башни могли подаваться при любом направлении орудия, однако заряжание проводилось при максимальном возвышении ствола. Боекомплект состоял из бронебойных, фугасных и небольшого количества шрапнельных снарядов. Но если в российском флоте главными считались бронебойные, то японцы, по результатам сражения при Ялу, сделали ставку на фугасные. Японские 12-дюймовые (305-мм) снаряды ни разу не пробили российскую броню толщиной более 6 дюймов (152 мм) ни в одном из сражений Русско-японской войны. Скорострельность орудий главного калибра на «Микасе» была выше, чем на других кораблях той же серии, и составляла 3 выстрела за 2 минуты на ствол.

#### Средний калибр
Средний калибр включал четырнадцать скорострельных 152-мм пушек с длиной ствола 40 калибров (боекомплект 130 снарядов на ствол), на две пушки больше, чем на «Формидебл». Десять орудий были размещены на главной палубе в броневой батарее, и ещё четыре — над ними, на углах надстройки. От расположения артиллерии среднего калибра в отдельных казематах в японском флоте впервые отказались на «Микасе». Решение о размещении большей части 152-мм орудий в единой батарее оказалось очень удачным: оно обеспечило лучшую защиту прислуги и повысило удобство обслуживания артиллерии. Впоследствии англичане распространили приобретенный опыт и на свой флот — в проекте броненосца «Кинг Эдуард VII» они применили ту же схему расположения батареи, что и на «Микасе». Эти орудия использовали 45 кг снаряды с начальной скоростью 700 м/с.

#### Противоминный калибр
Противоминная артиллерия включала в себя по двадцать − 76-мм скорострельных пушек Амстронга с длиной ствола 40 калибров (боекомплект 300 76-мм снарядов весом 5,7 кг с начальной скоростью 719 м/с на ствол), восемь трехфунтовых 47-мм пушек Гочкиса на марсах и четыре 2,5-фунтовых 47-мм/33 орудия на станках Ямаути.
Трехфунтовые пушки выстреливали снаряд массой 1,45 кг с начальной скоростью 587 м/с, 2,5-фунтовые — снаряд массой 1,1 кг с начальной скоростью 430 м/с.

#### Торпедное вооружение
«Микаса» был вооружён четырьмя подводными торпедными («минными») аппаратами калибра 457 мм, по два на каждый борт.

#### Управление огнём
На «Микасе», как и на всех японских линкорах того времени, были установлены «коинциденц»-дальномеры Barr & Stroud FA3 с эффективной дальность 7300 м, а также телескопические прицелы с 24-х кратным увеличением.

## История
«Микаса» был заложен 24 января 1899, спущен на воду 8 ноября 1900 года. В церемонии спуска на воду участвовала Мисао Хаяси, кадзоку и жена посла Японии в Великобритании. Достроен 1 марта 1902, и после захода в Девонпорт вышел из Плимута 13 марта в направлении Иокогамы под командованием капитана Хаясаки Гэнго.
Был флагманом японского флота под флагом вице-адмирала Того Хэйхатиро во время Русско-японской войны. Участвовал в сражении в Жёлтом море и Цусимском сражении.
Спустя несколько дней после окончания войны погиб в Сасебо в ночь с 11 на 12 сентября 1905 года от взрыва кормового погреба (погибло 250 и ранено 340 человек) из-за нарушения экипажем техники безопасности. Броненосец затонул на ровном киле на глубине 11 м, и первую неудачную попытку поднять его сделали 25 декабря того же года. После нескольких попыток в августе 1906 года был поднят на поверхность и после двухлетнего ремонта возвратился на службу. Во время Первой мировой войны нёс службу по охране японского побережья.
В сентябре 1921 года был переклассифицирован в корабль береговой обороны. Через несколько дней после этого он налетел на камни у острова Аскольд близ Владивостока и получил тяжёлые повреждения. Броненосец отбуксировали в Японию и скоро разоружили. В 1926 году был превращён в корабль-музей: его ввели в специально вырытый котлован в Йокосуке и засыпали землёй по ватерлинию. Бомбился американцами во время Второй мировой войны. После окончания войны с него было снято оружие, сам броненосец находился в плохом состоянии. В 1958—1961 годах на корабле были проведены восстановительные работы.

## Командиры корабля
- капитан 1-го ранга Хаясаки Гэнго (早崎 源吾) — с 21 ноября 1900 года по 18 мая 1902 года[16].
- капитан 1-го ранга Накао Ю (中尾 雄) — с 12 января по 26 сентября 1903 года[17].
- капитан 1-го ранга Идзити Хикодзиро[яп.] (伊地知 彦次郎)— с 26 сентября 1903 года по 29 сентября 1905 года[18].
- капитан 1-го ранга Идэ Ринроку[яп.] (井手 麟六) — с 30 августа по 22 ноября 1906 года[19].
- капитан 1-го ранга Мацумура Наооми (松村 直臣) — с 22 октября 1906 года по 28 августа 1908 года[20].
- капитан 1-го ранга Окумия Мамору[яп.] (奥宮　衛) — с 28 августа 1908 года по 1 декабря 1909 года[21].
- капитан 1-го ранга Цутияма Тэцудзо (土山 哲三) — с 1 декабря 1909 года по 21 сентября 1911 года[22].